# 빅토르 쿠쟁
빅토르 쿠쟁(Victor Cousin)은 프랑스의 철학자이자 정치인으로, 1792년 11월 28일 파리에서 태어나 1867년 1월 14일 칸에서 사망하였다.
유심론 철학자이자 절충주의 학파의 수장으로서, 쿠쟁은 데카르트의 저작들을 편집했으며, 플라톤과 프로클로스를 번역했고, <18세기 철학사Histoire de la philosophie au xviiie siècle>(1829), <진선미에 관하여Du Vrai, du Beau et du Bien>(1853) 및 17세기 유명한 여성들에 관한 여러 연구들을 집필했다.
쿠쟁은 프랑스에서 철학사 연구 전통의 창립자이자 고교 철학 교습의 개혁자로 평가받는다.